# Рэй, Мариша
Мариша Рэй (англ. Marisha Ray; р. 10 мая 1989, Луисвилл, штат Кентукки, США) — американская актриса озвучивания, ведущая и продюсер. Наиболее известна своим участием в настольно-ролевом шоу Critical Role. Также Рэй озвучивала Маргарет в Persona 4 Arena Ultimax и Persona Q, Лору С. Арсейд в The Legend of Heroes: Trails of Cold Steel и Миранду в Metal Gear: Survive.

## Ранняя жизнь
В 12 лет Мариша Рэй начала заниматься в Театре актёров Луисвилля. Она переехала в Лос-Анджелес в 2008 году и перебивалась случайными заработками, пока не познакомилась с командой веб-сериала There Will Be Brawl, который приобрёл относительную известность в сети. Впоследствии, познакомившись с Мэттом Мерсером, Лиамом О'Брайеном и другими актёрами озвучки, она решилась попробовать себя и в этом деле.

## Карьера
В 2012 году Рэй принимала участие в создании веб-сериала Batgirl: Spoiled, в котором она сыграла главную роль.
В 2015 году она стала участницей веб-шоу Critical Role, где наряду с другими членами каста играла в Dungeons & Dragons. Помимо этого, она продюсировала и писала сценарий к шоу Signal Boost и Key Question на той же платформе Geek & Sundry, а в 2017 году она стала креативным директором канала.
Когда Critical Role отделились от Geek & Sundry и стали самостоятельной компанией, Мариша перешла на тот же пост креативного директора в новом проекте.
Начиная с 2019 года, Рэй участвует в создании сериала The Legend of Vox Machina в качестве актрисы и исполнительного продюсера.

## Личная жизнь
24 октября 2016 года, Рэй объявила о своей помолвке с Мэттью Мерсером, коллегой по проекту Critical Role Они поженились 21 октября 2017 года.

## Фильмография
| Год  | Название                                      | Роль                        |
| ---- | --------------------------------------------- | --------------------------- |
| 2014 | Persona 4: Arena Ultimax                      | Маргарет                    |
| 2014 | Persona Q: Shadow of the Labyrinth            | Маргарет                    |
| 2015 | Metal Gear Solid V: The Phantom Pain          | Алмазный пёс-солдат         |
| 2015 | Persona 4: Dancing All Night                  | Маргарет                    |
| 2015 | Star Wars: Battlefront                        | Женщина-штурмовик           |
| 2015 | The Legend of Heroes: Trails of Cold Steel    | Лаура С. Арсейд             |
| 2016 | The Legend of Heroes: Trails of Cold Steel II | Лаура С. Арсейд             |
| 2016 | Fire Emblem: Fates                            | Микото, Эффи, Оборо         |
| 2016 | Lego Marvel's Avengers                        | Ученый из организации Щ.И.Т |
| 2017 | Fire Emblem Heroes                            | Шанна, Оборо, Эффи, Микото  |
| 2017 | Fire Emblem Warriors                          | Оборо                       |
| 2017 | Friday the 13th: The Game                     | Эй Джей Мейсон              |
| 2017 | Final Fantasy XV: Comrades                    | Жанна Лабрей                |
| 2018 | Metal Gear Survive                            | Миранда                     |
| 2018 | Pillars of Eternity II: Deadfire              | Кейлет, Майя Руа            |

| Год          | Название                  | Роль                                                         | Заметки                               |
| ------------ | ------------------------- | ------------------------------------------------------------ | ------------------------------------- |
| 2010-2011    | 1000 способов умереть     | Тина и Труди                                                 | Сериал                                |
| 2013         | Walk of Shame             | Энн                                                          | Сериал                                |
| 2013         | Укусы целомудрия          | Флэшбек, девственница                                        | Фильм                                 |
| 2015 — н. в. | Critical Role             | Килет (1 кампания), Борегар (2 кампания), Ладна (3 кампания) | Веб-сериал                            |
| 2016 — н. в. | Talks Machina             | В роли самой себя                                            | Веб-сериал                            |
| 2019         | L.A. By Night             | Элленор                                                      | Веб-сериал                            |
| 2022         | The Legend of Vox Machina | Килет                                                        | также исполнительный продюсер сериала |